# Rik Van Nutter
Frederik 'Rik' Van Nutter (Pomona, 1 de maio de 1929 - West Palm Beach, 15 de outubro de 2005) foi um ator norte-americano, mais conhecido por ter uma carreira ligada a filmes B.
Seu papel mais popular no cinema foi como Felix Leiter, o contato da CIA de James Bond, em  007 contra a Chantagem Atômica, de 1965. 
Foi casado com a atriz Anita Ekberg entre 1963 e 1976  e morreu de ataque cardíaco na Flórida, aos 76 anos.